# Vladimir D. Janković
Vladimir D. Janković (Beograd, 16. oktobar 1968), srpski književni prevodilac, pesnik i esejista. 

## Knjige poezije
- Pesme (autorsko izdanje, Beograd, 1992)[1]
- Drskost (autorsko izdanje, Beograd, 1993)[2]
- Odbrana Danajaca (Orbis, Beograd, 1994)[3]
- Dag (Slovo ljubve/KPC Skadarlija, Beograd, 1996)[2]
- Sveta Jelena (Stella Polare, Beograd, 2021)

## Proza
- Beograd za upućene (kratke priče, Balkanski književni glasnik, Beograd, 2021)

## Štampa i internet
Objavio više od devet stotina pesama, eseja, kratkih priča i aforizama u štampi i na internetu. U medijima, mahom štampanim, radio od 1989. do 2004. godine, kao prevodilac, izveštač, komentator, urednik. Pisao za časopise Automobil, Status i Domina, za Kulturnu rubriku Politike, internet magazin Boni i sajt Jelene Kaličanin. Od 1992. do 2003. godine bio dopisnik sidnejskih Novosti (Novi Južni Vels, Australija) za kulturu i sport. Jedno vreme sarađivao sa renomiranom aforističkom rubrikom beogradskog NIN-a. Od juna 2002. do decembra 2004. godine pisao televizijsku i muzičku kritiku za beogradski dnevni list Politika Ekspres. Od 2016. piše eseje i kratke zapise za kulturni dodatak Pop & kultura beogradskog dnevnog lista Blic. Redovni je saradnik portala OKO magazina Radio-televizije Srbije i „Politikinog“ Kulturnog dodatka, a od proleća 2019. sarađuje i sa podgoričkim Vijestima, gde je izvorno objavljivao priče iz ciklusa Beograd za upućene. Uspešnu saradnju ostvario s portalima posvećenim književnosti, umetnosti i kulturi Stella Polare, Kult, Enheduana, Puls Juga i Art-Anima.

## Književno prevodilaštvo
Književnim prevođenjem sa francuskog i engleskog jezika profesionalno se bavi od 2002. godine. Ugledne srpske izdavačke kuće (Laguna, Narodna knjiga, Mladinska knjiga Beograd, Grafički atelje Dereta, Booka, Čarobna knjiga, Heliks, Publik Praktikum, Agora, Evro-Book, Beobook...) objavile su dosad više od 300 njegovih prevoda, od toga oko 120 romana. S francuskog je prepevao pesničke knjige M. Uelbeka i B. Žilijena, a s engleskog kapitalno poetsko delo Dž. R. R. Tolkina Beren i Lutijena, kao i Tolkinove Pustolovine Toma Bombadila. Posebnu pažnju čitalačke publike, kako u Srbiji, tako i u bivšim jugoslovenskim republikama, privukli su njegovi prevodi delâ Vučje leglo i Leševe na videlo dvostruke dobitnice nagrade Men Buker Hilari Mantel, zatim Muzika na vodi T. Koragesana Bojla, Pokoravanje, Serotonin i Poništeno Mišela Uelbeka, Zlatna kapljica Mišela Turnijea, Dete u vremenu, Zakon o deci i Orahova ljuska Ijana Makjuana,Okupljanje En Enrajt, Kresni me Viržini Depent, Moj mužić Paskala Briknera, Uspavaj me i U vrtu ljudoždera Lejle Slimani, kao i knjigâ Ljubav traje tri godine, Romantični egoista, Praznik u komi i Una i Selindžer Frederika Begbedea.
Dobitnik je prestižnih književno-prevodilačkih priznanja Branko Jelić i Miloš N. Đurić, kao i Nagrade grada Beograda Despot Stefan Lazarević za oblast književnosti i prevodnog stvaralaštva.
Član je Udruženja književnika Srbije i Udruženja književnih prevodilaca Srbije. Od januara 2018. na dužnosti je potpredsednika UKPS.

## Odabrani prevodi
- Dž. R. R. Tolkin: Pad Numenora, Publik Praktikum, Zemun, 2025.
- Sara Bom: Sedam crkvenih tornjeva, Heliks, Smederevo, 2024.
- Dž. R. R. Tolkin: Pustolovine Toma Bombadila, Publik Praktikum, Zemun, 2024.
- Mišel Uelbek: Poništeno, Booka, Beograd, 2024.
- Dž. R. R. Tolkin: Beren i Lutijena, Publik Praktikum, Zemun, 2021.

- Mišel Uelbek: Ne mirim se (lična pesnička antologija, 1991–2013), Booka, Beograd, 2019.
- Ijan Makjuan: Mašine kao ja, Čarobna knjiga, Beograd, 2019.
- Lejla Slimani: U vrtu ljudoždera, Booka, Beograd, 2019.
- Mišel Uelbek: Serotonin, Booka, Beograd, 2019.
- Ijan Makjuan: Dete u vremenu, Čarobna knjiga, Beograd, 2018.
- Gael Žos: Poslednji čuvar ostrva Elis, Heliks, Smederevo, 2018.
- Ijan Makjuan: Orahova ljuska, Čarobna knjiga, Beograd, 2018.
- Donal Rajan: Srce na kapiji, Heliks, Smederevo, 2018.
- Lejla Slimani: Uspavaj me, Booka, Beograd, 2017.
- Izabel Veri: Merilin bez kostiju, Heliks, Smederevo, 2017.
- Mišel Turnije: Zlatna kapljica, Agora i KCNS, Novi Sad, 2017.
- Mišel Uelbek: Pokoravanje, Booka, Beograd, 2015.
- Tom Rahman: Imperfekcionisti, Booka, Beograd, 2014.
- Mišel Uelbek: Lanzarote i drugi tekstovi, Booka, Beograd, 2014.
- Frederik Begbede: Praznik u komi, Booka, Beograd, 2014.
- Gregoar Delakur: Spisak mojih želja, Čarobna knjiga, Beograd, 2013.
- Frederik Begbede: Romantični egoista, Booka, Beograd, 2013.[5]
- Hilari Mantel: Leševe na videlo, Čarobna knjiga, Beograd, 2012.[6]
- T. Koragesan Bojl: Muzika na vodi, Grafički atelje Dereta, Beograd, 2011.
- Frederik Begbede: Ljubav traje tri godine, Booka, Beograd, 2011.[7]
- Mirijam Tevs: Komplikovana dobrota, Booka, Beograd, 2011.[8]
- Agata Kristi: Smrt u oblacima, Mladinska knjiga, Beograd, 2011.
- Hilari Mantel: Vučje leglo, Mladinska knjiga, Beograd, 2010.[9]
- Paskal Brikner: Moj mužić, Beobook, Beograde, 2009.[10]
- En Enrajt: Okupljanje, Grafički atelje Dereta, Beograd, 2008.
- Viržini Depent: Kresni me, Laguna, Beograd, 2007.[11]
- Šan Sa: Igračica goa, Laguna, Beograd, 2007.[12]
- Dani Laferijer: Ukus mladih devojaka, Laguna, Beograd, 2006.
- Robert Vilson: Slepi čovek iz Sevilje, Laguna, Beograd, 2006.
- Žan-Klod Karijer & Miloš Forman: Gojine utvare, Laguna, Beograd, 2006.
- Filip Riv: Grabljivčevo zlato, Narodna knjiga, Beograd, 2005; II izdanje: Publik praktikum, Zemun, 2018.
- Jasmin Gata: Noć kaligrafa, Laguna, Beograd, 2005.
- Anita Nair: Bolji čovek, Narodna knjiga, Beograd, 2003; II izdanje: Alnari, Beograd, 2009.[13]